# Gitti Rüsing

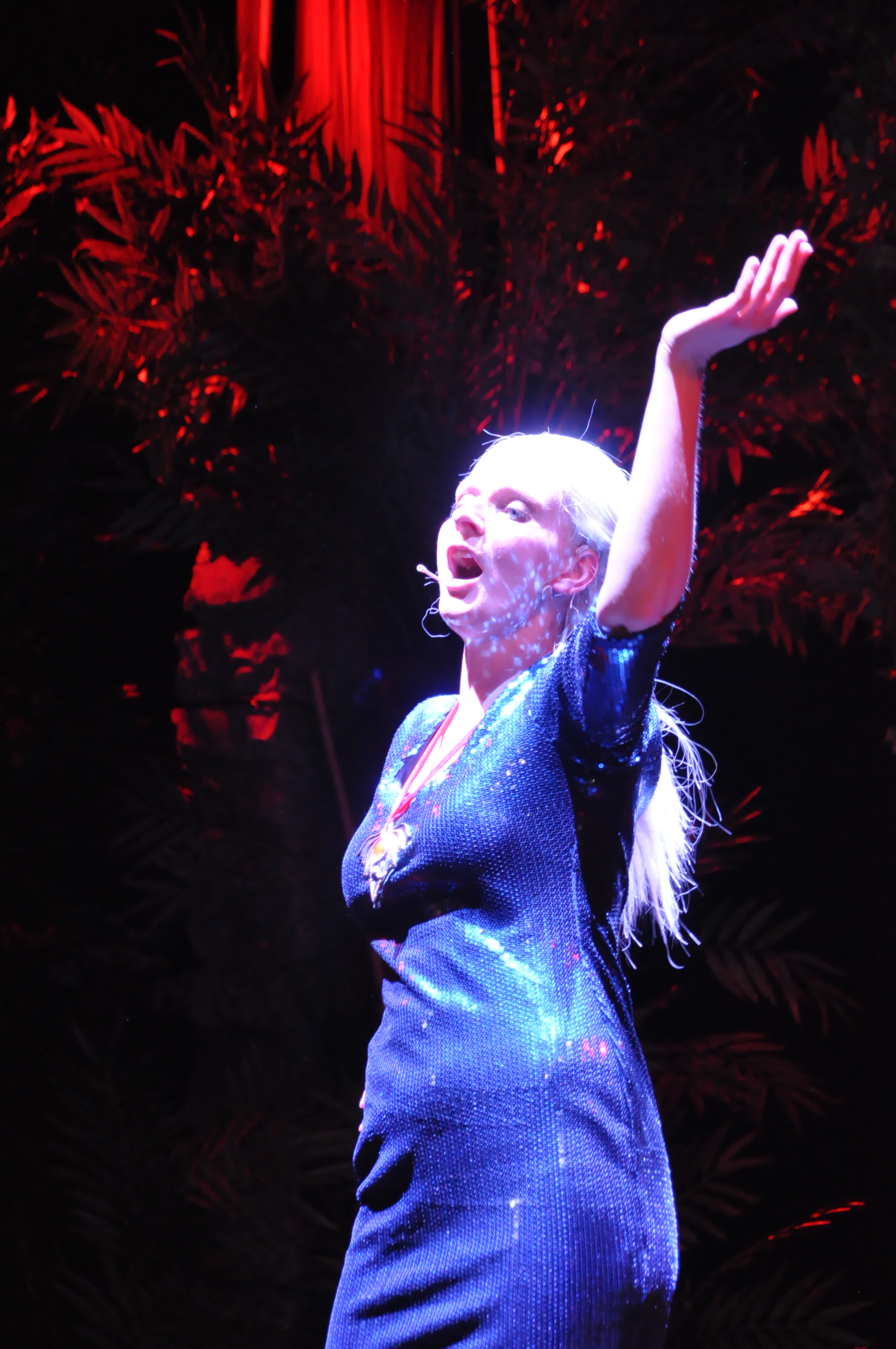
Gitti Rüsing 2013

Gitti Rüsing (* 2. Januar 1979 in Eichstätt, geb. Bauch) ist eine deutsche Theater- und Musicalschauspielerin, Kirchenmusikerin und Sopran-Sängerin.

## Biografie
Gitti Rüsing wuchs in Eichstätt auf und besuchte dort zunächst die Maria Ward Realschule. Später studierte sie Sozialpädagogik an der Fachakademie für Sozialpädagogik Eichstätt. Im Jahr 2002 Jahren zog sie nach Nürnberg, studierte von 2005 bis 2008 Kirchenmusik und von 2010 bis 2013 Gesang bei Noelle Turner (Musical) und Claudia Visca (Klassik).
Als festes Ensemblemitglied fand Gitti 2013 Aufnahme in der Spielreihe Fränkischer Theatersommer und 2015 bei der Kinderoper Nürnberg. Seit 2015 ist sie mit dem Soloprogramm „Engelsgang auf dem Highway to hell“, ein Musik-Kabarett, bundesweit unterwegs und gewann damit den 2. Preis bei Kleinkunstwettbewerb „Die Superchance“ in Köln. Seit 2017 ist sie auch in dem deutsch-französischen Chanson-Kabarett Chanson Spritzzz zusammen mit Dany Tollemer zu sehen.
Seit 2018 ist Rüsing Kantorin an der evangelischen Emmausgemeinde Nürnberg.

## Musical
- 2008: Hair als Jeannie
- 2011: Christa – Eine Nürnberger Weihnachtsgeschichte
- 2012/13: Christa – Eine Nürnberger Weihnachtsgeschichte als Christa zusammen mit Thomas Bernardy
- 2013: PanNai, Fantasymusical als Aurora
- 2016: Der Kaiser und die Gauklerin als Kaiserin Anna von der Pfalz

## Theater
- 2009
  - Was ihr wollt, Theater im Kulturkammergut
  - Romeo und Julia als Amme, Theater im Kulturkammergut
- 2011: Der kleine Prinz als Schlange, Theater Kofferfabrik, Fürth
- 2012:
  - Il Campielo
  - Sganarell als Frau Sganarell
- 2013:
  - Der Schauspieldirektor als Madame Herz
  - 2013: Die Magd als Herrin als Diener Vespone
- 2014: Der Barbier von Sevilla tanzt auf Figaros Hochzeit
- 2015:
  - Lucas Cranach – Maler zu Wittenberg als Magdalena
  - 2015: Die Zauberflöte, Kinderoper Nürnberg (als 2. Dame und 2. Knabe)
- 2016: Jetzt ich deutsch – Kammermusical als Michaela
- 2018:
  - Die Morde des Giuseppe Verdi – szenische Lesung
  - 2018: Hänsel und Gretel als Sandmännchen und Taumännchen

## Diskografie
- 2011: Christa – Das Musical (Otter Records)